# Eucalyptus tetraptera
Espèce
Classification phylogénétique
Répartition géographique
Eucalyptus tetraptera est une espèce de plantes à fleurs de la famille des Myrtaceae. C'est un arbuste trouvé en Australie-Occidentale.

## Description
C'est un eucalyptus de petite taille (1 à 3 mètres de hauteur) à l'écorce lisse, grise ou blanchâtre. Les jeunes feuilles sont pétiolées, ovales à largement elliptiques, de 12 x 7 cm. Les feuilles adultes sont pétiolées, elliptiques à lancéolées, épaisses, de 25 x 7 cm, concolores d'un vert brillant. Les fleurs roses apparaissent de la fin de l'hiver au milieu de l'été. Les fruits sont rouges, sessiles, oblongs et ailés le long des coins et mesurent 5 x 4,2 cm.

## Répartition
La distribution est limitée aux plaines sableuses du littoral sud de l'Australie-Occidentale, de la chaîne de Stirling à l'est à Israelite Bay.

## Utilisation
E. tetraptera est l'un des eucalyptus les plus bizarres avec ses spectaculaires grands boutons et fruits rouges. C'est un arbuste ornemental populaire.